# Christopher Schrader
Christopher Schrader (* 1962) ist ein deutscher Wissenschaftsjournalist und Autor.

## Leben
Schrader studierte Physik an der Universität Hamburg und  der State University of New York at Stony Brook und schloss mit Diplom ab. Anschließend absolvierte er eine journalistische Ausbildung an der Henri-Nannen-Schule. Er hat als Redakteur bei GEO Wissen und dem Schweizer Nachrichtenmagazin Facts gearbeitet. Während seiner Zeit als Wissenschaftsredakteur bei der Süddeutschen Zeitung war er Textchef für das (inzwischen eingestellte) Magazin SZ-Wissen, später von 2011 bis 2015 Wissenschafts-Korrespondent im Hauptstadt-Büro der Zeitung in Berlin. Heute arbeitet er als freier Journalist in Hamburg, wo er mit seiner Frau lebt. Beide haben zusammen drei Kinder.
Er schrieb das Buch Darwins Werk und Gottes Beitrag (2007). Darin setzt er die Argumente der als christlich-fundamentalistisch eingeordneten Bewegung des Kreationismus und dem Konzept des Intelligent Design in Kontrast mit wissenschaftlichen Argumenten. Durch Lobbygruppen aus den Vereinigten Staaten von Amerika getragen, stellten Anhänger des Kreationismus gemäß Schrader die Evolution systematisch als lückenhaft dar, um den Alleinanspruch ihrer Religionsauffassung belegen zu können.
In den Jahren 2020 bis 2022 erschien – zunächst kapitelweise online – das Buch "Über Klima sprechen – Das Handbuch" als umfassender Überblick über wissenschaftliche Grundlagen, Probleme und Methoden der Klimakommunikation. Es wurde herausgegeben von klimafakten.de. 2022 veröffentlichte der Oekom-Verlag eine überarbeitete Gesamtausgabe, deren pdf kostenlos herunterzuladen ist. 
Schrader gehört seit November 2016 zu den ersten Autorinnen und Autoren des genossenschaftlichen Journalismus-Projekts riffreporter.de. Er ist Gründungsmitglied des Netzwerks "Klima kommunizieren", das Methoden der Klimakommunikation basierend unter anderem auf seinem Buch verbreiten möchte.

## Auszeichnungen
- 2006 wurde Schrader mit dem Preis für Technikjournalismus PUNKT ausgezeichnet.
- Im November 2016 wurde ihm von American Association for the Advancement of Science der AAAS Kavli Prize for Science Journalism als Silver Award in der Kategorie Large Newspapers verliehen.
- 2019 erhielt er den UMSICHT-Wissenschaftspreis für eine Veröffentlichung zur Ökobilanz der E-Mobilität.
- 2023 hat er am  Residency-Programm der Alexander-von-Humboldt-Stiftung teilgenommen.

## Bücher
- Über Klima sprechen. Das Handbuch. Oekom, München 2022, ISBN 978-3-96238-374-9 (PDF-Version unter freier Lizenz kostenlos downloadbar).
- Darwins Werk und Gottes Beitrag. Evolutionstheorie und Intelligent Design. Kreuz, Stuttgart 2007, ISBN 978-3-7831-2825-3.